# Vellefrie
Vellefrie est une commune française située dans le département de la Haute-Saône, la région culturelle et historique de Franche-Comté et la région administrative Bourgogne-Franche-Comté.

## Géographie

### Climat
Pour des articles plus généraux, voir Climat de la Bourgogne-Franche-Comté et Climat de la Haute-Saône.
En 2010, le climat de la commune est de type climat de montagne, selon une étude du Centre national de la recherche scientifique s'appuyant sur une série de données couvrant la période 1971-2000. En 2020, Météo-France publie une typologie des climats de la France métropolitaine dans laquelle la commune est exposée à un climat semi-continental et est dans la région climatique  Lorraine, plateau de Langres, Morvan, caractérisée par un hiver rude (1,5 °C), des vents modérés et des brouillards fréquents en automne et hiver. 
Pour la période 1971-2000, la température annuelle moyenne est de 10,2 °C, avec une amplitude thermique annuelle de 17,3 °C. Le cumul annuel moyen de précipitations est de 1 072 mm, avec 13,1 jours de précipitations en janvier et 10 jours en juillet. Pour la période 1991-2020, la température moyenne annuelle observée sur la station météorologique de Météo-France la plus proche, « Saulx-de-Vesoul », sur la commune de Saulx à 5 km à vol d'oiseau, est de 10,9 °C et le cumul annuel moyen de précipitations est de 1 066,3 mm. 
La température maximale relevée sur cette station est de 39,5 °C, atteinte le 25 juillet 2019 ; la température minimale est de −21 °C, atteinte le 13 janvier 1987,,. 
Les paramètres climatiques de la commune ont été estimés pour le milieu du siècle (2041-2070) selon différents scénarios d'émission de gaz à effet de serre à partir des nouvelles projections climatiques de référence DRIAS-2020. Ils sont consultables sur un site dédié publié par Météo-France en novembre 2022.

## Urbanisme

### Typologie
Au 1er janvier 2024, Vellefrie est catégorisée commune rurale à habitat dispersé, selon la nouvelle grille communale de densité à sept niveaux définie par l'Insee en 2022.
Elle est située hors unité urbaine. Par ailleurs la commune fait partie de l'aire d'attraction de Vesoul, dont elle est une commune de la couronne,. Cette aire, qui regroupe 158 communes, est catégorisée dans les aires de 50 000 à moins de 200 000 habitants,.

### Occupation des sols
L'occupation des sols de la commune, telle qu'elle ressort de la base de données européenne d’occupation biophysique des sols Corine Land Cover (CLC), est marquée par l'importance des territoires agricoles (87 % en 2018), une proportion identique à celle de 1990 (87 %). La répartition détaillée en 2018 est la suivante : 
prairies (49,3 %), terres arables (26,2 %), forêts (13 %), zones agricoles hétérogènes (11,5 %). L'évolution de l’occupation des sols de la commune et de ses infrastructures peut être observée sur les différentes représentations cartographiques du territoire : la carte de Cassini (XVIIIe siècle), la carte d'état-major (1820-1866) et les cartes ou photos aériennes de l'IGN pour la période actuelle (1950 à aujourd'hui).

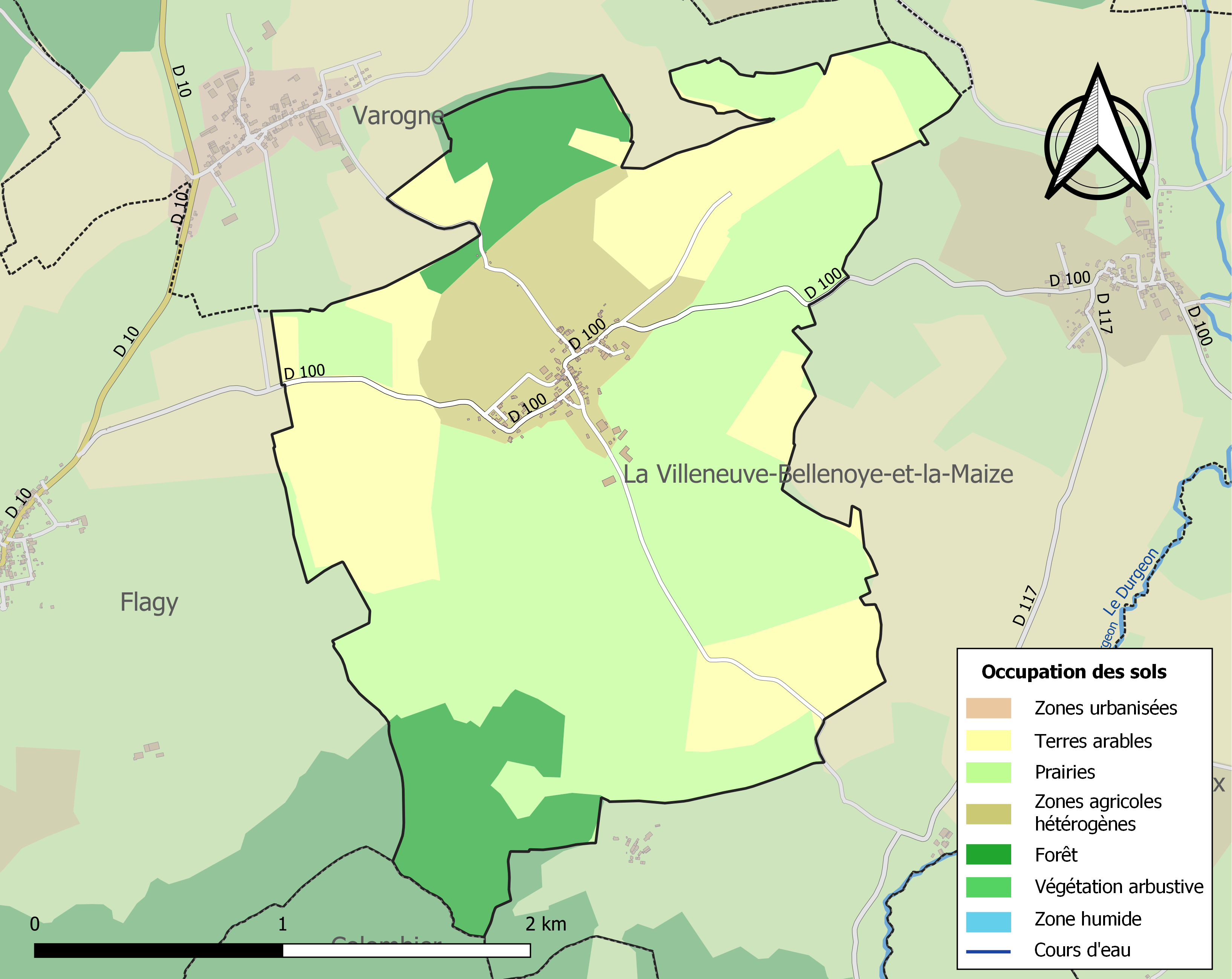
Carte des infrastructures et de l'occupation des sols de la commune en 2018 (CLC).

## Politique et administration

### Rattachements administratifs et électoraux
La commune fait partie de l'arrondissement de Vesoul du département de la Haute-Saône, en région Bourgogne-Franche-Comté. Pour l'élection des députés, elle dépend de la première circonscription de la Haute-Saône.
Vellefrie faisait partie depuis 1801 du canton de Vesoul. Celui-ci est scindé en 1973 et la commune intègre le canton de Vesoul-Est. Dans le cadre du redécoupage cantonal de 2014 en France, la commune fait désormais partie du canton de Vesoul-2.

### Intercommunalité
Vellefrie était membre de la communauté de communes des six villages, créée le 31 décembre 1994 et qui regroupait, en 2013, moins de 800 habitants.
L'article 35 de la loi n° 2010-1563 du 16 décembre 2010 « de réforme des collectivités territoriales » prévoyant d'achever et de rationaliser le dispositif intercommunal en France, et notamment d'intégrer la quasi-totalité des communes françaises dans des EPCI à fiscalité propre, dont la population soit normalement supérieure à 5 000 habitants, les communautés de communes : 
- Agir ensemble ;  
- de la Saône jolie ; 
- des six villages ; 
et les communes isolées de Bourguignon-lès-Conflans, Breurey-lès-Faverney et Vilory ont été regroupées pour former le 1er janvier 2014 la communauté de communes Terres de Saône, dont est désormais membre la commune.

### Liste des maires

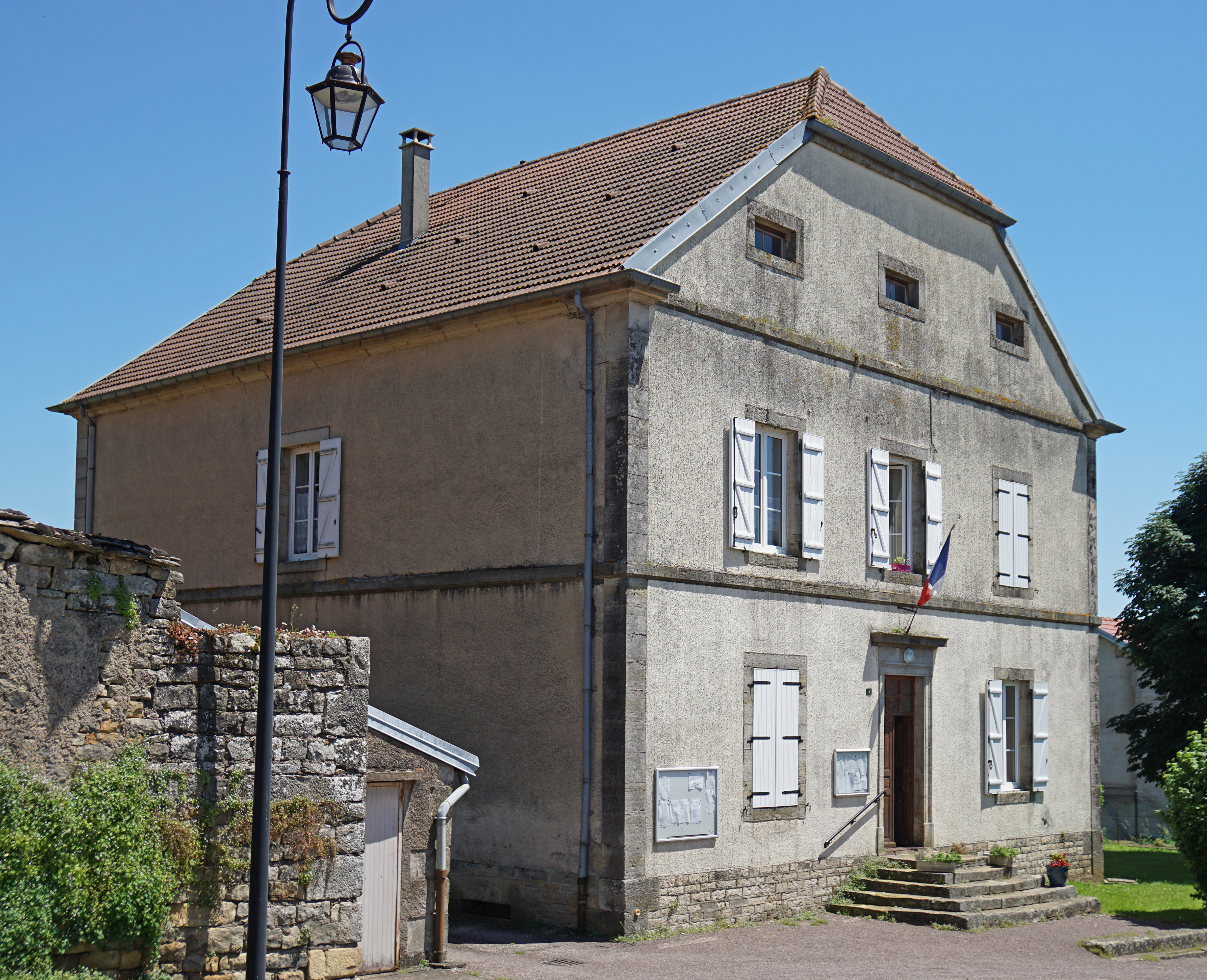
La mairie.

| Période                                  | Période                   | Identité         | Étiquette | Qualité                |
| ---------------------------------------- | ------------------------- | ---------------- | --------- | ---------------------- |
| Les données manquantes sont à compléter. |                           |                  |           |                        |
| avant mars 2001                          | 2008 ?                    | Hubert Troux     |           | Conseiller pédagogique |
| 2008 ?                                   | 2014                      | Pierre Sanseigne |           |                        |
| 2014                                     | En cours (au 2 août 2015) | Gilbert Criqui   |           |                        |

## Démographie
L'évolution du nombre d'habitants est connue à travers les recensements de la population effectués dans la commune depuis 1793. Pour les communes de moins de 10 000 habitants, une enquête de recensement portant sur toute la population est réalisée tous les cinq ans, les populations de référence des années intermédiaires étant quant à elles estimées par interpolation ou extrapolation. Pour la commune, le premier recensement exhaustif entrant dans le cadre du nouveau dispositif a été réalisé en 2007.

En 2022, la commune comptait 123 habitants, en évolution de −6,82 % par rapport à 2016 (Haute-Saône : −1,4 %, France hors Mayotte : +2,11 %).
| 1793 | 1800 | 1806 | 1821 | 1831 | 1836 | 1841 | 1846 | 1851 |
| ---- | ---- | ---- | ---- | ---- | ---- | ---- | ---- | ---- |
| 327  | 327  | 340  | 444  | 416  | 401  | 344  | 320  | 323  |

| 1856 | 1861 | 1866 | 1872 | 1876 | 1881 | 1886 | 1891 | 1896 |
| ---- | ---- | ---- | ---- | ---- | ---- | ---- | ---- | ---- |
| 280  | 278  | 296  | 296  | 273  | 272  | 235  | 219  | 205  |

| 1901 | 1906 | 1911 | 1921 | 1926 | 1931 | 1936 | 1946 | 1954 |
| ---- | ---- | ---- | ---- | ---- | ---- | ---- | ---- | ---- |
| 203  | 189  | 158  | 154  | 133  | 129  | 130  | 111  | 105  |

| 1962 | 1968 | 1975 | 1982 | 1990 | 1999 | 2006 | 2007 | 2012 |
| ---- | ---- | ---- | ---- | ---- | ---- | ---- | ---- | ---- |
| 85   | 86   | 71   | 88   | 95   | 100  | 115  | 117  | 138  |

| 2017 | 2022 | - | - | - | - | - | - | - |
| ---- | ---- | - | - | - | - | - | - | - |
| 127  | 123  | - | - | - | - | - | - | - |

## Culture locale et patrimoine

### Lieux et monuments

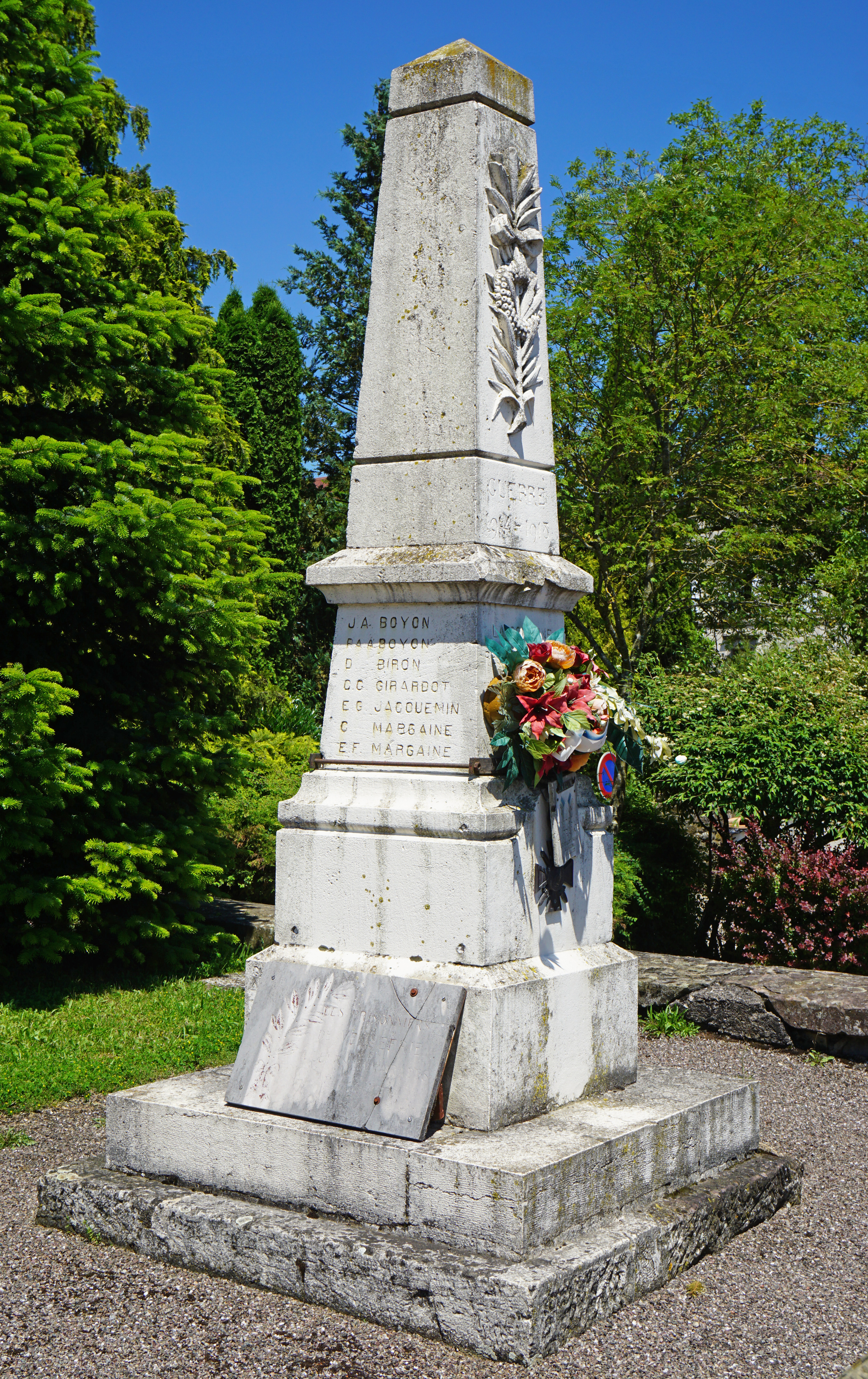
Monument aux morts.

La petite église de l'Assomption, édifiée en 1735, renferme des décorations et du mobilier ancien et intéressant. On peut notamment citer une statue de sainte Barbe, datant des XVe et XVIe siècles, encastrée dans un mur du clocher, ainsi qu'une chaire en bois sculpté peint et doré.

L'église de l'Assomption.
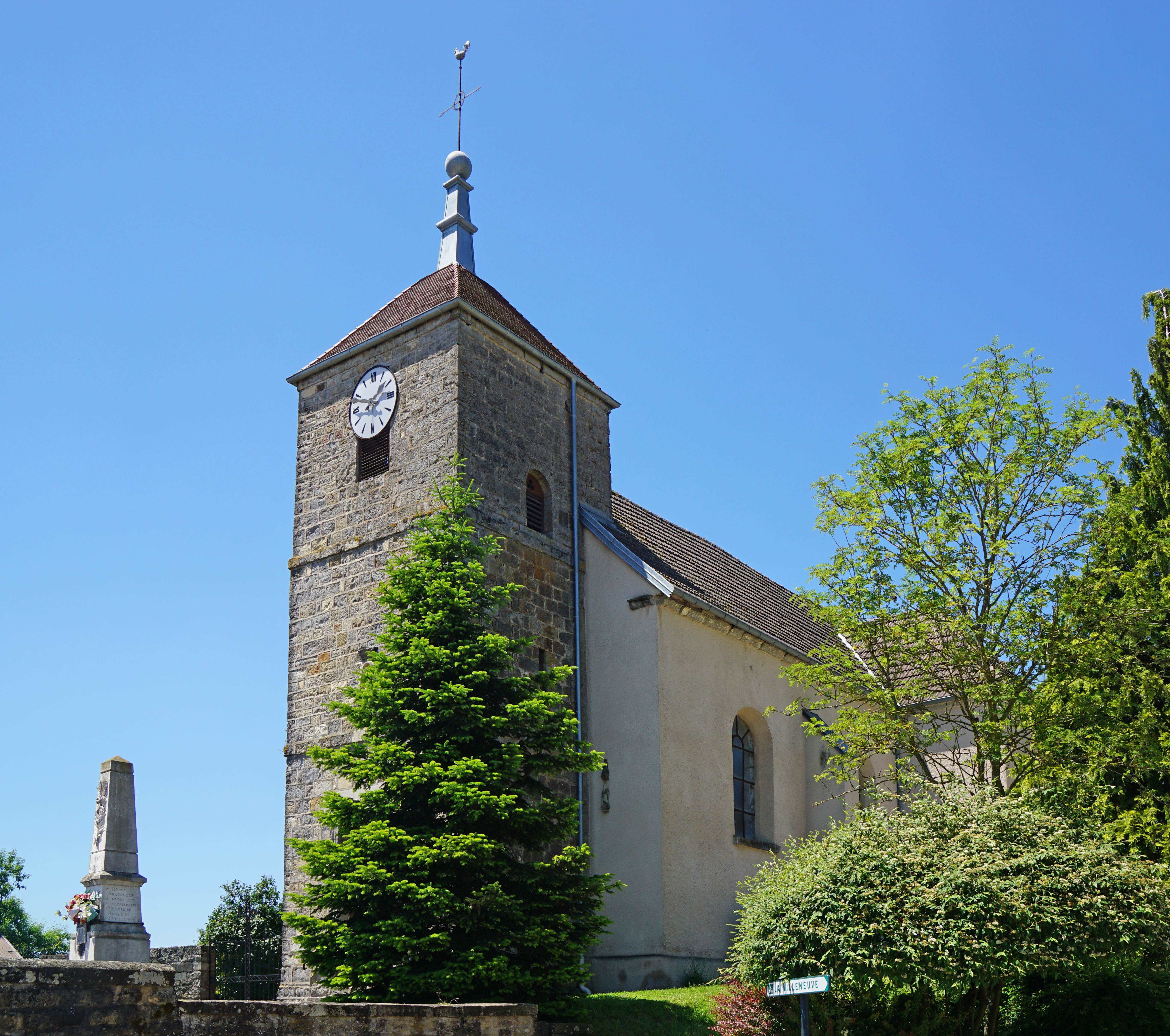
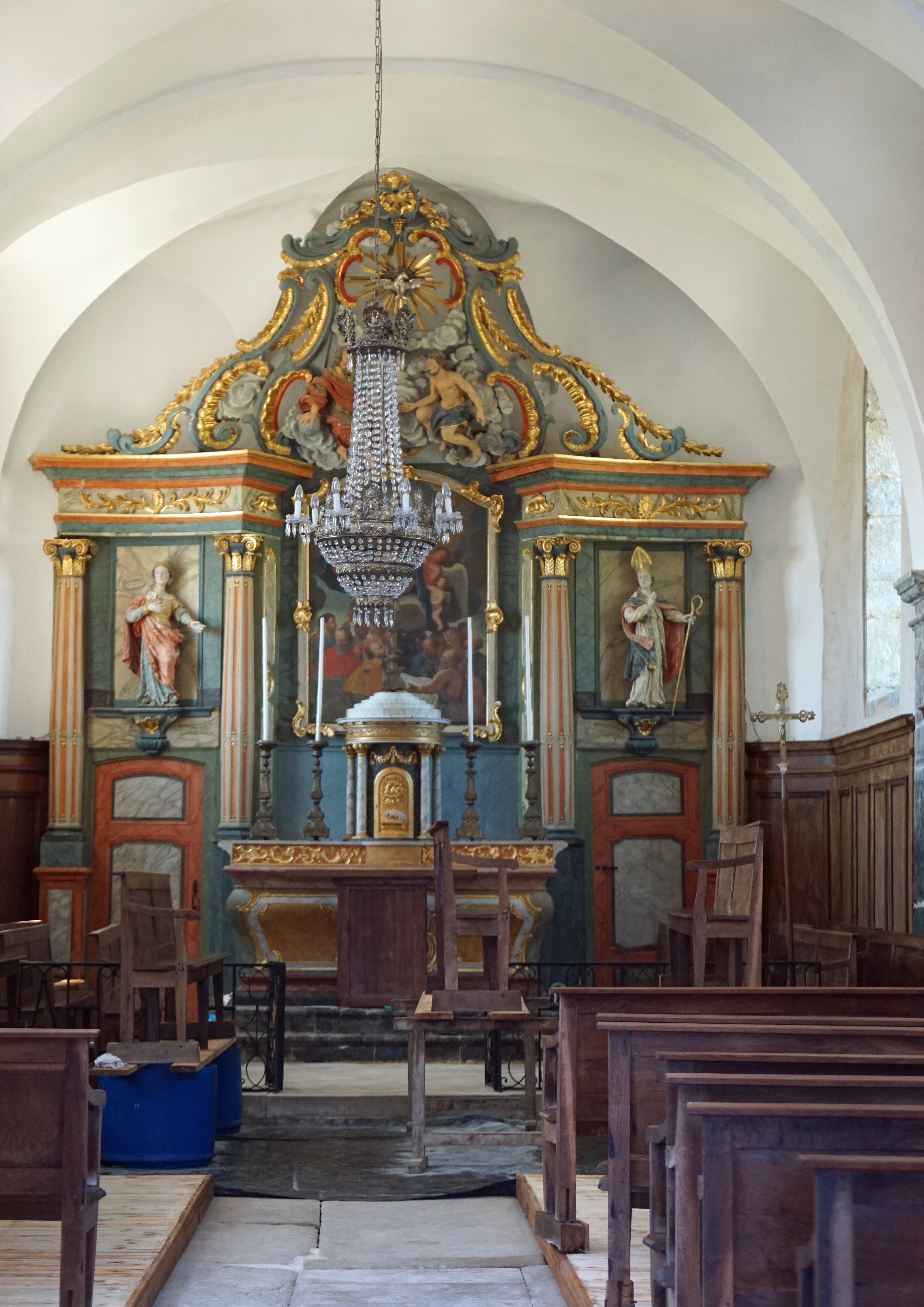
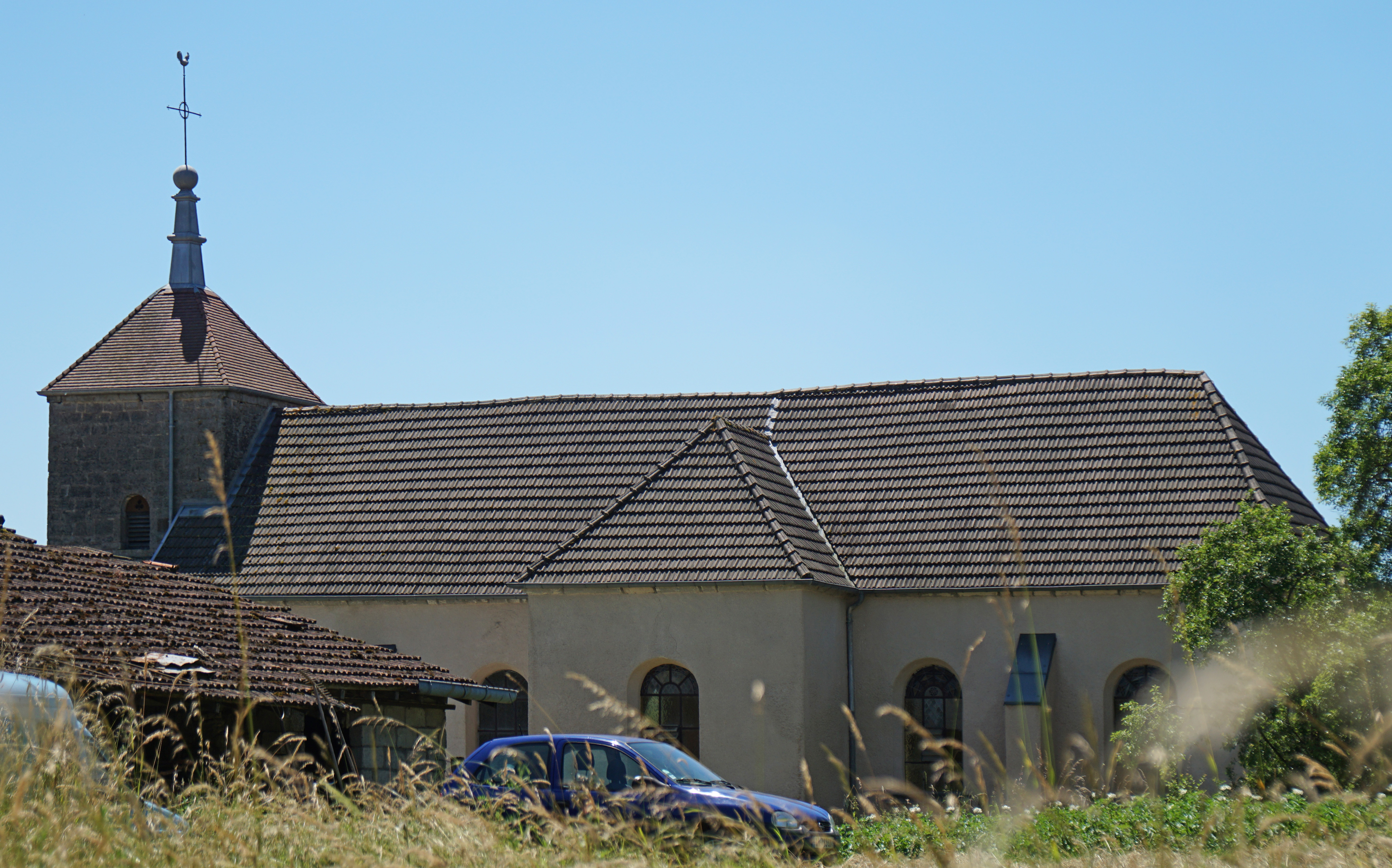

### Héraldique
Pour un article plus général, voir Armorial des communes de la Haute-Saône.
| Blason de Vellefrie | Blason  | Écartelé : au 1er de gueules à quatre cloches de vair d'or ordonnées en croix, les pointes vers le centre, cantonnées en chef à dextre et à senestre de huit besants, 2, 3, 2 et 1 et en pointe de deux flammes, le tout du même, aux 2e et 3e contre-écartelé d'argent et de sinople, au 4e de gueules à la bande vivrée d'or. |
| Blason de Vellefrie | Détails | - Le 1er reprend les cloches du vairé des armes de la famille de Bauffremont, dont la princesse, dame de Vellefrie, accorda aux habitants l'affranchissement de la mainmorte et des corvées de faucille et de charrue en 1786 ; le tout formant une croix brisée rappelant l'ancienne église démolie et reconstruite en 1735, mais représentant également un plan stylisé du village, au croisement entre deux axes. Les grappes rappellent les anciennes vignes mais aussi les fruits soumis au feu de la distillation, feu représenté par les flammes, qui évoquent également les foyers et sainte Barbe, dont une statue du XVe – XVIe siècle est toujours présente dans l'église. - Les 2e et 3e rappellent les armes de la famille de Plaisant, qui portait « échiqueté de quatre tires d'argent (ou d'or) et de sinople », armes représentées sur une dalle funéraire conservée dans l'église. De plus, les quatre carreaux verts représentent les quatre bois de Vellefrie, et l'argent, quant à lui, évoque la production laitière et le caractère paisible du village. - Le 4e est aux armes de la famille d'Oiselay, seigneur et baron de La Villeneuve du XIIIe au XVIIe siècle, baronnie qui s'étendait en partie sur Vellefrie. Création Nicolas Vernot, adoptée le 25 octobre 2024. |